# Miss Americana
Miss Americana (poznata i kao Taylor Swift: Miss Americana ) je dokumentarni film, redateljice Lane Wilson, koji prati američku kantautoricu Taylor Swift i njezin život tijekom nekoliko godina karijere.
Film Miss Americana je predstavljen na filmskom festivalu 2020. u Sundanceu 23. siječnja 2020., a na Netflixu će izaći 31. siječnja 2020.  Netflix je film opisao kao "sirov i emocionalno otkrivajući pogled na Swift" tijekom transformacijskog razdoblja u njenom životu dok ona uči kako prihvatiti svoju ulogu ne samo kao tekstopisac i izvođač, već kao ženu koja koristi svu snagu svoga glasa".

## Pozadina
Swift je dokumentarni film najavila još u studenom 2019., kada je rekla da su vlasnici i osnivači njene bivše izdavačke kuće Big Machine Records, Scooter Braun, odnosno Scott Borchetta, blokirali da koristi starije glazbe i izvedbene snimke za dokumentarac. Dodala je da se u dokumentarcu ne spominju Braun, Borchetta ili Big Machine. Big Machine je negirao optužbe.  U prosincu je potvrđeno kako je Big Machine dopustio korištenje tih materijala.

## Promocija
15. siječnja 2020. Swift je putem društvenih medija otkrila datum izlaska i plakat filma.  

## Vanjske poveznice
- Miss Americana on Netflix
- {{{naslov}}} u internetskoj bazi filmova IMDb-a